# Johann König (Orgelbauer)
Johann König (* 29. April 1639 in Solothurn; † 15. Oktober 1691 in Ingolstadt) war ein Orgelbauer.

## Leben
Johann König ließ sich in Ingolstadt nieder, erhielt dort 1670 die Bürgerrechte und heiratete am 17. November 1670 Magdalena Kriechbaum. 
Zwei seiner Söhne Caspar und Balthasar wurden ebenfalls bedeutende Orgelbauer.

## Werkliste (Auszug)
| Jahr | Ort        | Kirche            | Bild | Manuale | Register | Bemerkungen                                                 |
| ---- | ---------- | ----------------- | ---- | ------- | -------- | ----------------------------------------------------------- |
| 1676 | Ingolstadt | Liebfrauenmünster |      | II/P    | 19       |                                                             |
| 1688 | Freising   | St. Georg         |      | I/P     | 11       | Gehäuse in Egling erhalten (Bild)                           |
| 1692 | Bettbrunn  | St. Salvator      |      |         |          | Zuschreibung fraglich. 1894 Neubau von Franz Borgias Maerz. |